# Duy
Duy, jedno od plemena američkih Indijanaca, srodno po jeziku Doraskima (Dorasque), koje je obitavalo Panami na području današnje provincije Bocas del Toro u Valle del Duy (rijeka Sixaola), uz granicu s Kostarikom. Pleme i jezik su nestali.